# Carry-On
Pour les articles homonymes, voir Carry On.
Pour plus de détails, voir Fiche technique et Distribution.
Carry-On ou Le bagage au Québec, est un thriller de Noël américain réalisé par Jaume Collet-Serra, sorti en 2024.
Il met en scène Taron Egerton dans le rôle d'Ethan Kopek, un agent de la TSA travaillant l'aéroport international de Los Angeles. La veille de Noël, alors qu'il est au contrôle des bagages, un mystérieux individu le contacte et lui demande de faire passer une valise. S'il ne le fait pas, l'homme menace de s'en prendre à sa petite-amie Nora et aux milliers de personnes présents.
Le film reçoit des critiques globalement positives. Il est diffusé sur Netflix où il bat des records de visionnages.

## Synopsis
À Los Angeles, Ethan Kopek est un agent de la Transportation Security Administration (TSA) à l'aéroport international de Los Angeles. Il est devenu cynique et peu ambitieux après avoir échoué à l'académie de police et a faussé volontairement le détecteur de mensonges lors de son examen afin de dissimuler des antécédents de vols de son père. La veille de Noël, sa petite amie enceinte, Nora, l'encourage à se réinscrire et à poursuivre son rêve. Au lieu de cela, Ethan demande à son superviseur, Phil Sarkowski, de l'affecter à la gestion d'une voie de contrôle des bagages, dans l'espoir de démontrer son mérite pour une promotion.
Pendant son service, Ethan reçoit mystérieusement un écouteur, par lequel il est contacté par un mercenaire impitoyable, le Voyageur, qui lui ordonne de laisser passer un bagage à main spécifique à travers le scanner - ou bien Nora sera tuée. Le complice du Voyageur, le Guetteur, surveille Ethan depuis un fourgon à travers le système de caméras de surveillance, contrecarrant ses tentatives d'alerter les autorités. Ethan prévient secrètement son collègue, Lionel, à l'aide d'un message écrit à l'encre invisible. Cependant, avant que Lionel ne puisse agir, le Voyageur l'empoisonne avec de l'aconitine, provoquant une crise cardiaque mortelle. Rencontrant Ethan en privé, le Voyageur lui reproche d'avoir causé la mort de Lionel en ne suivant pas les ordres.
Sarkowski demande à l'ami d'Ethan, Jason, de prendre le contrôle du scanner. Pour le sortir de la situation, le Voyageur menace de tuer Jason, forçant Ethan à le faire virer en le faisant accuser d'être ivre au travail en ayant subrepticement versé de l'alcool dans son café. Comme demandé, Ethan laisse passer Mateo Flores avec le bagage à main. Le Voyageur révèle alors son contenu : du Novitchok, un agent neurotoxique mortel et incurable.
Pendant ce temps, la détective du LAPD Elena Cole enquête sur un double homicide (vu au début du film) et découvre que les victimes avaient introduit clandestinement du Novitchok dans le pays. Cole alerte le Département de la sécurité intérieure (DHS) et relie la menace à l'appel 911 avorté d'Ethan. En réponse, une fouille aléatoire de cinquante passagers est ordonnée dans tout le terminal. Ethan ajoute Mateo à la liste des passagers signalés pour inspection. Cependant, le Voyageur soupçonne l'interférence d'Ethan et le confronte dans les toilettes où il est allé vomir. Ethan saisit le pistolet en plastique du Voyageur. En représailles, le Voyageur arme la bombe Novitchok.
Mateo est détenu pour fouille par Sarkowski, mais Ethan pénètre dans le local et l'interrompt, les tenant tous les deux sous la menace d'une arme. Ethan refuse de tirer sur Sarkowski, ce qui conduit Mateo à le poignarder mortellement avec un stylo. Mateo révèle qu'il est lui aussi contraint, car le Guetteur retient son mari, Jesse, en otage. Le temps presse, le Voyageur guide Ethan pour réinitialiser la bombe. Par la suite, Mateo reçoit l'ordre de tuer Ethan, mais le pistolet en plastique surchauffe et explose, tuant Mateo. Le Voyageur récupère l'étui Novitchok et ordonne au Guetteur de tuer Nora. Ethan utilise le téléphone de Mateo pour la prévenir. Nora échappe de justesse au Guetteur, qui est finalement tué par Jesse.
En route vers l'aéroport avec l'agent du DHS John Alcott, Cole se rend vite compte qu'il est un imposteur - l'un des complices du Voyageur - et le tue en état de légitime défense. En arrivant à l'aéroport, elle confronte Ethan, confirme la menace active et alerte le LAPD, déclenchant un arrêt du terminal 7. Cole découvre que la cible du Voyageur est une membre du Congrès à bord d'un vol à destination de Washington, D.C., qui prône une augmentation du financement des armes et voyageant sous son nom de jeune fille et donc passée sous les radars. L'attaque au Novitchok est conçue pour impliquer la Russie, garantissant l'approbation par le Congrès de dépenses de défense substantielles, enrichissant ainsi les fabricants d'armes.
Le Voyageur monte à bord de l'avion, ignorant qu'Ethan a remplacé la bombe dans une valise identique mais plus grande, l'empêchant de rentrer dans le compartiment des bagages à main et le forçant à la ranger dans la soute de l'avion. Ethan parvient à s'infiltrer in extremis dans la soute pour désamorcer la bombe, tandis que Nora persuade Cole de laisser l'avion décoller, empêchant le Voyageur de devenir méfiant. Alors qu'Ethan commence à démanteler la bombe, le Voyageur reçoit une alerte sur son bipeur lui indiquant que le système est désamorcé, ce qui le conduit à descendre dans la soute et à le confronter sous la menace d'une arme. Avant que le Voyageur ne puisse réarmer le Novitchok et s'échapper en parachute, Ethan l'enferme dans une unité de réfrigération hermétique avec l'agent neurotoxique amorcé, le tuant. L'avion retourne en toute sécurité à l'aéroport.
Un an plus tard, Ethan, Nora et leur enfant passent un contrôle de sécurité alors qu'ils se préparent à se rendre à Tahiti avec Jason et sa famille. Ethan place son badge du LAPD dans le bac de numérisation, il est aujourd'hui lieutenant.

## Fiche technique
Sauf indication contraire, les informations mentionnées dans cette section peuvent être confirmées par les bases de données cinématographiques IMDb et Allociné,  présentes dans la section « Liens externes ».
- Titre original et français : Carry-On
- Titre québécois : Le Bagage[2]
- Réalisation : Jaume Collet-Serra
- Scénario : T. J. Fixman, avec la participation de Michael Green
- Musique : Lorne Balfe
- Direction artistique : Alanna Dempewolff-Barrett, Christine Foley et Kristin Lekki
- Décors : Diane Lederman
- Costumes : Shay Cunliffe
- Photographie : Lyle Vincent
- Son : Erik Aadahl, Dan Gamache, Tim LeBlanc, Ryan Murphy, Tony Pilkington, Mark Purcell, Ethan Van der Ryn
- Montage : Elliot Greenberg, Krisztian Majdik et Fred Raskin
- Production : Dylan Clark
  - Production exécutive (Hongrie) : Howard Ellis et Adam Goodman
  - Production déléguée : Holly Bario, Jaume Collet-Serra, Scott Greenberg, Seth William Meier et Brian Williams
  - Production associée : Jazmyn Tanski
- Sociétés de production : Amblin Partners, Cobalt Blue 1802, Dreamworks Pictures et Dylan Clark Productions
- Société de distribution : Netflix
- Budget : 47 millions USD[3],[4]
- Pays de production :  États-Unis
- Langue originale : anglais
- Format : couleur — Codex Digital (en) — 2,00:1 — son Dolby Atmos
- Genre : action, thriller, policier, Film de Noël[5]
- Durée : 119 minutes
- Dates de sortie[6] : 13 décembre 2024 (sur Netflix)[2],[7]
- Classification[8] :
  - États-Unis : accord parental recommandé, film déconseillé aux moins de 13 ans (PG-13 - Parents Strongly Cautioned)[N 1]
  - France : interdit aux moins de 13 ans[9]

## Distribution
- Taron Egerton (VF : François Deblock) : Ethan Kopek
- Jason Bateman (VF : Bruno Choël) : le mercenaire
- Logan Marshall-Green (VF : Anatole de Bodinat) : l'agent Alcott
- Sofia Carson (VF : Garance Thénault) : Nora Parisi
- Danielle Deadwyler (VF : Fily Keita) : Elena Cole
- Theo Rossi (VF : Emmanuel Garijo) : l'observateur mystérieux
- Dean Norris (VF : Jean-François Aupied) : Phil Sarkowski
- Sinqua Walls (VF : Grégory Lerigab) : Jason Noble
- Josh Brener (VF : Hervé Rey) : Herschel
- Benito Martinez (VF : Stéphane Bazin) : Marm Bellows, directeur de la sécurité
- Curtiss Cook : Lionel Williams
- Logan Macrae : l'inspecteur Elario

 Source et légende : version française (VF) sur RS Doublage et le carton du doublage français.

## Production

### Genèse et développement
En juin 2021, Amblin Partners signe un contrat de plusieurs films par an avec Netflix. Carry-On est le premier projet développé après cet accord. La première ébauche de scénario est écrite par T. J. Fixman, ancien d'Insomniac Games. Michael Green écrit lui aussi une version. T. J. Fixman sera le seul crédité comme scénariste, le second reçoit le crédit « Additional Literary Material ».

### Attribution des rôles
En juillet 2022, Taron Egerton est annoncé dans le rôle principal d'Ethan Kopek. En août 2022, Jason Bateman est engagé dans le rôle d'un mystérieux voyageur. Sofia Carson et Danielle Deadwyler rejoignent ensuite le projet en septembre 2022, suivies de Theo Rossi le mois suivant. Dean Norris, Logan Marshall-Green et Sinqua Walls sont ensuite annoncés.

### Tournage
Le tournage a lieu de septembre 2022 à janvier 2023. Il se déroule principalement à La Nouvelle-Orléans. Quelques scènes sont tournées à Cleveland.

## Accueil

### Sortie
Carry-On sort sur Netflix le 13 décembre 2024,.
Dix jours après sa sortie, le film a été visionné 97 millions de fois et devient l'un des dix films les plus regardés sur Netflix.

### Box-office
Le budget du film est de 47 millions USD,.

## Nomination
- PGA Awards 2025 : meilleur producteur de films télévisés ou diffusés en continu pour Dylan Clark[23]

## Commentaire
À l'instar du personnage incarné par Bruce Willis dans la saga Die Hard — et particulièrement le premier opus Piège de cristal —, le personnage principal du film est un homme ordinaire confronté à une situation extraordinaire. Dans une interview pour Entertainment Weekly, le réalisateur déclare : « Ethan est une personne relativement ordinaire propulsée dans une situation extraordinaire, et la façon dont il s’adapte et grandit pour sauver ses proches au cours du film finit par le rendre assez extraordinaire, même s’il découvre qu’être extraordinaire, c’est en fait être simplement lui-même. »